# Burg Hohenerpfingen

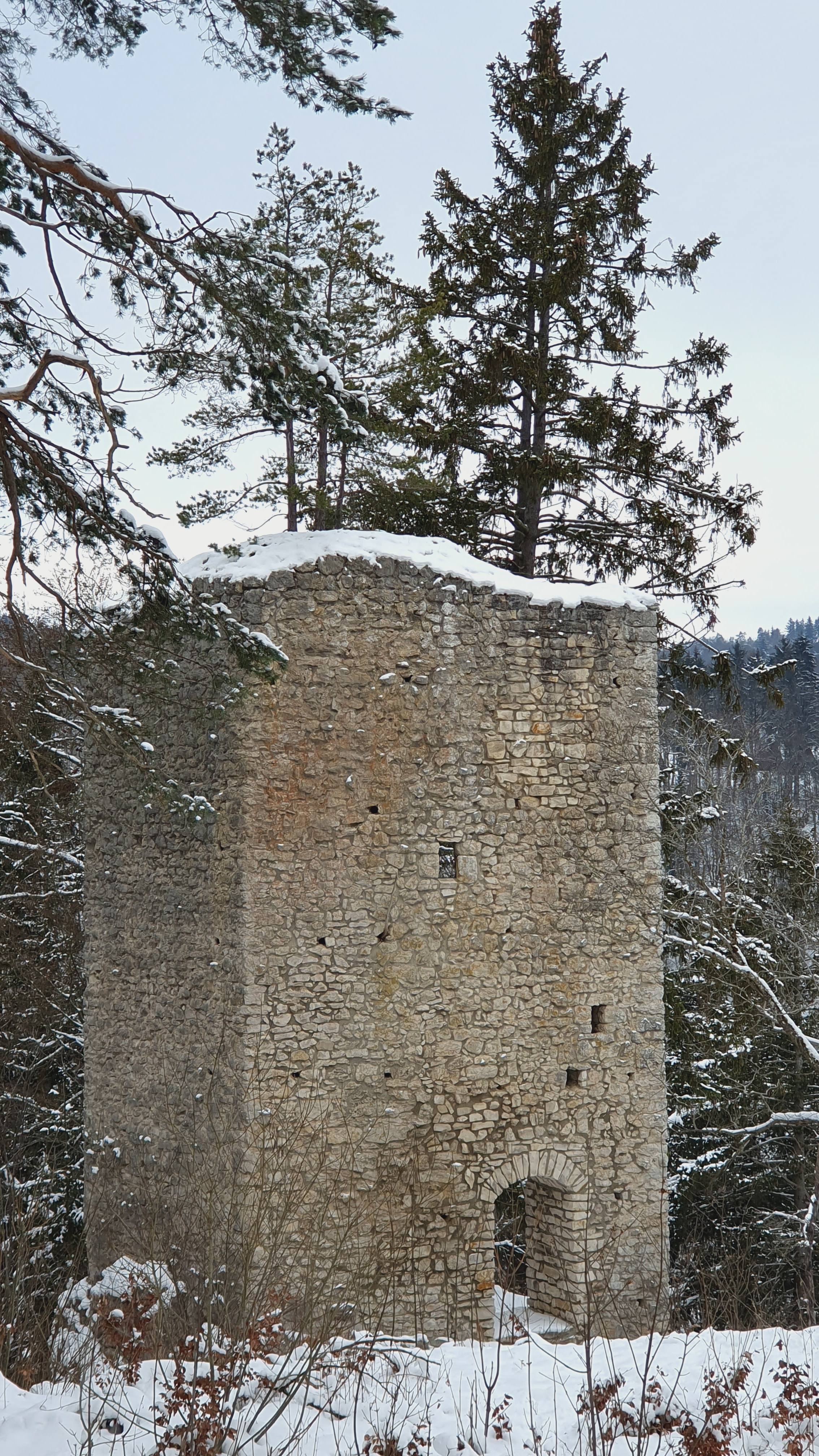
Die Ruine der Turmburg

Die Burg Hohenerpfingen, oder auch Schnatren genannt, ist die Ruine einer hochmittelalterlichen Höhenburg, die sich einst über einer Talecke der Erpf erhob. Die Burgruine liegt über Erpfingen, einem Ortsteil der Gemeinde Sonnenbühl im Landkreis Reutlingen in Baden-Württemberg, Deutschland. Von der Burg, die während des 12. Jahrhunderts gegründet wurde, haben sich heute nur noch aus dem Fels geschlagene Burggräben und die hochaufragende schildmauerartige Frontmauer der Kernburg auf einem Felsklotz erhalten.

## Geografische Lage

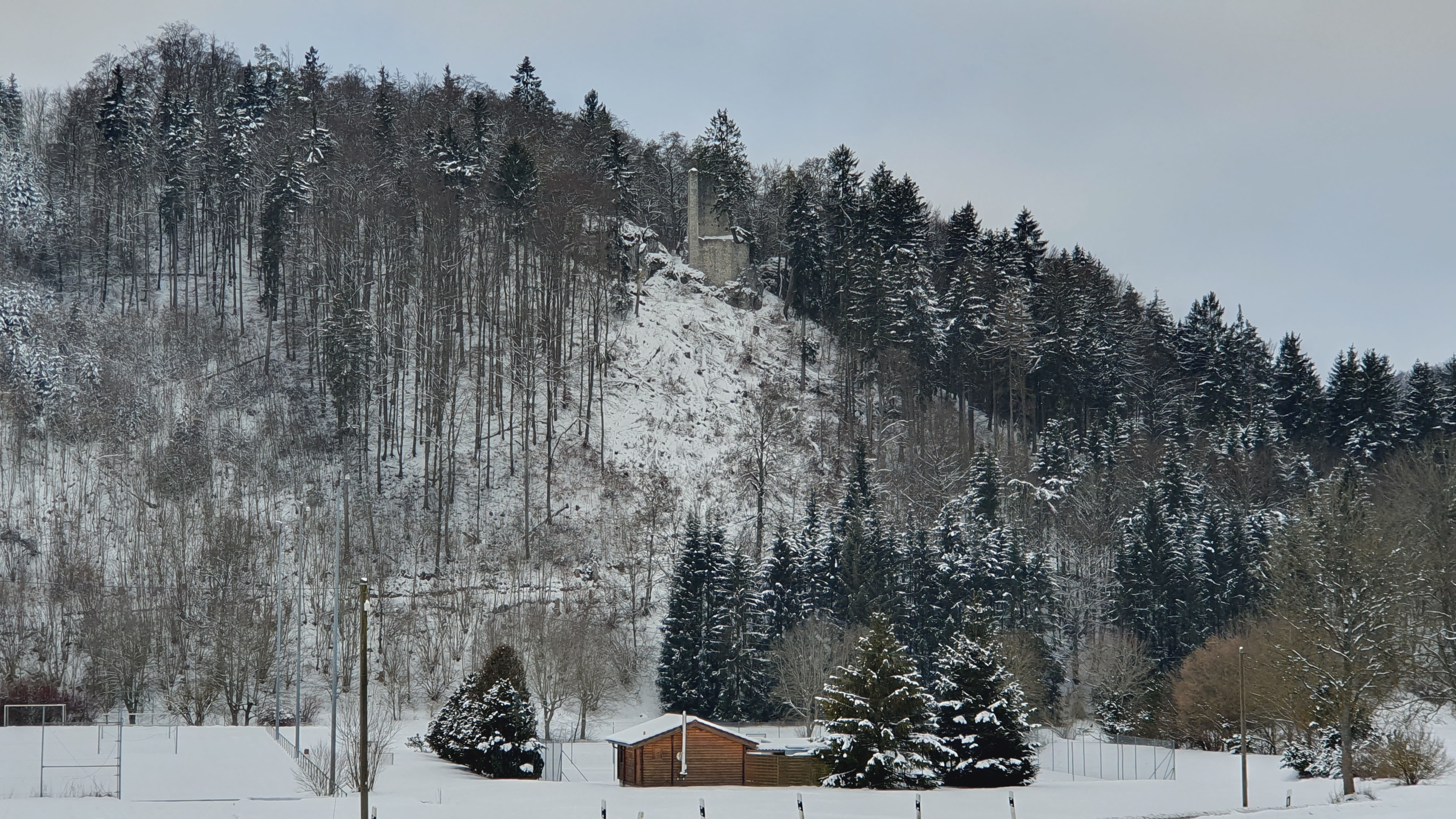
Ansicht aus dem Erpftal

Die Stelle der abgegangenen Burg befindet sich etwa im Zentrum der Schwäbischen Alb, auf dem Hang einer 785 m ü. NHN Meter hohen Bergecke des Kobel-Berges in der Forstabteilung Schlosshalde. Der Burgplatz liegt etwa 75 Höhenmeter über dem hier von Osten kommenden, und anschließend nach Süden umbiegenden Erpftal. Nach Norden, Nordosten und Westen fällt das Gelände steil zum Tal hin ab, in südlicher Richtung steigt der Kobelberg dagegen bis in 808 m ü. NHN leicht an. Die Burgruine liegt etwa 815 Meter westsüdwestlich der Kirche in Erpfingen.
In der Nähe befinden sich noch weitere ehemalige mittelalterliche Burgen und Herrensitze: Unterhalb der einstigen Burg Hohenerpfingen, ungefähr im Bereich der heutigen Festhalle, lag die zur Burg gehörende Ansiedlung Niederhofen. In Niederhofen gab es einen älteren Herrensitz, den Stollenhof. Im Ort Erpfingen selbst befand sich, an Stelle des heutigen Pfarrhauses, die später errichtete Ortsburg, von der allerdings nichts mehr erhalten ist. Etwa 1900 Meter südlich liegen die Ruine Hölnstein und die Burg Aufhofen, in nordwestlicher Richtung die Ruinen Hohenmelchingen und Salmendingen.

## Geschichte
Auf Gemarkung des heutigen Erpfingen existierten vormals zwei Ansiedlungen (Aufhofen und Niederhofen).
Im Jahr 1304 wird (Anm. die vermutlich letzte Ortsadelige) Christine von Erpfingen in den Urkunden erwähnt. Sie war zu dieser Zeit Nonne im Kloster Stetten. Das Geschlecht „von Erpfingen“ hatte wahrscheinlich seinen althergebrachten Sitz auf dem alten Herrensitz, dem „Stollenhof“, etwa 500 Meter westlich der Erpfinger Ortsmitte, ungefähr im Bereich der heutigen Festhalle. Später saßen die Erpfinger Ortsadeligen wohl auf der Ende des 12. Jahrhunderts erbauten Höhenburg Hohenerpfingen.
Anfang des 14. Jahrhunderts zählten die „Zollern“ zu den mächtigsten schwäbischen Dynastien. Zu ihrem Hofgesinde zählte als „Mundschenk“ ein „Werner, Schenk von Andeck“, dessen Dienstwohnung und Burg Andeck (oberhalb Talheim, Kreis Tübingen) gegen Ende des 13. Jahrhunderts erbaut wurde. Im Jahr 1314 heiratete Werners ältester Sohn, „Werner II., Schenk von Andeck, Erpfingen und Stauffenberg“, eine Tochter des Nachbarn (und „Zoller-Freundes“) „Johann von Salmendingen“ und so könnten die Schenken den, selbst erst kurz zuvor vom abgegangenen Erpfinger Ortsadel erworbenen Besitz Niederhofen – als Hochzeitsgabe – mitgebracht haben. Werner II. selbst residierte mit seiner Angetrauten auf dem Stauffenberg (bei Wessingen) und nannte sich „Schenk von Andeck, Erpfingen und Stauffenberg“. Es spricht einiges dafür, dass „Werner II.“ nicht den gesamten Erpfinger Besitz seinem Schwiegervater vermachte. Um 1340 traten nämlich auch die „Schenken von Erpfingen“ (= Mehrzahl) urkundlich in Erscheinung. Jürgen Meyer schreibt passend dazu, dass die Neffen von „Werner II.“, also die Söhne seines jüngeren Bruders Konrad, diese in der Siedlung Aufhofen später erbaute Burg als Domizil bekamen. Sie nannten sich weiterhin „Schenken“, was wohl ihre Zugehörigkeit zum zollerntreuen Dienstadelsgeschlecht der „Schenken“ zum Ausdruck brachte.
Mitte des 14. Jahrhunderts waren jedenfalls die „Herren von Salmendingen“ Besitzer und Bewohner des Stollenhofes, samt umgebenden Niederhofen und Burg Hohenerpfingen. Ab Mitte des 14. Jahrhunderts werden zwei Brüder, „Ritter Hanß von Salbadingen“ (im Jahr 1350) und ein „Haintz von Salbadingen“ (im Jahr 1358), zu „Hohenerpfingen“ sitzend, erwähnt. Dies dürften Söhne des „Johann von Salmendingen“ gewesen sein, der sich zusammen mit diesen auf sein Altenteil „Burg Hohenerpfingen, mit Herrensitz Stollenhof und Niederhofen“ zurückgezogen hatte.
Den Grund für das Verlassen der Stammburg liefert eine weitere Heirat, die dem Geschlecht und damit verbunden auch den beiden Burgen Hohenerpfingen und Salmendingen zum Verhängnis werden sollte: Agate von Salmendingen (vermutlich eine Schwester der zu Erpfingen sitzenden Burgherren) heiratete um 1350 „Burkhard von Mansberg“ (Niederadel, Ministeriale aus Dettingen unter Teck), welcher durch sie Besitzer der Salmendinger Burg wurde. Zu den Glanzzeiten ließ der Burgherr das Bächlein Erpf auf Höhe der heutigen Gemarkungsgrenze zu Stetten aufstauen und es entstand ein ansehnlicher Fischweiher. Die Reste des mächtigen Wuhrbuckels sind heute noch zu erkennen.

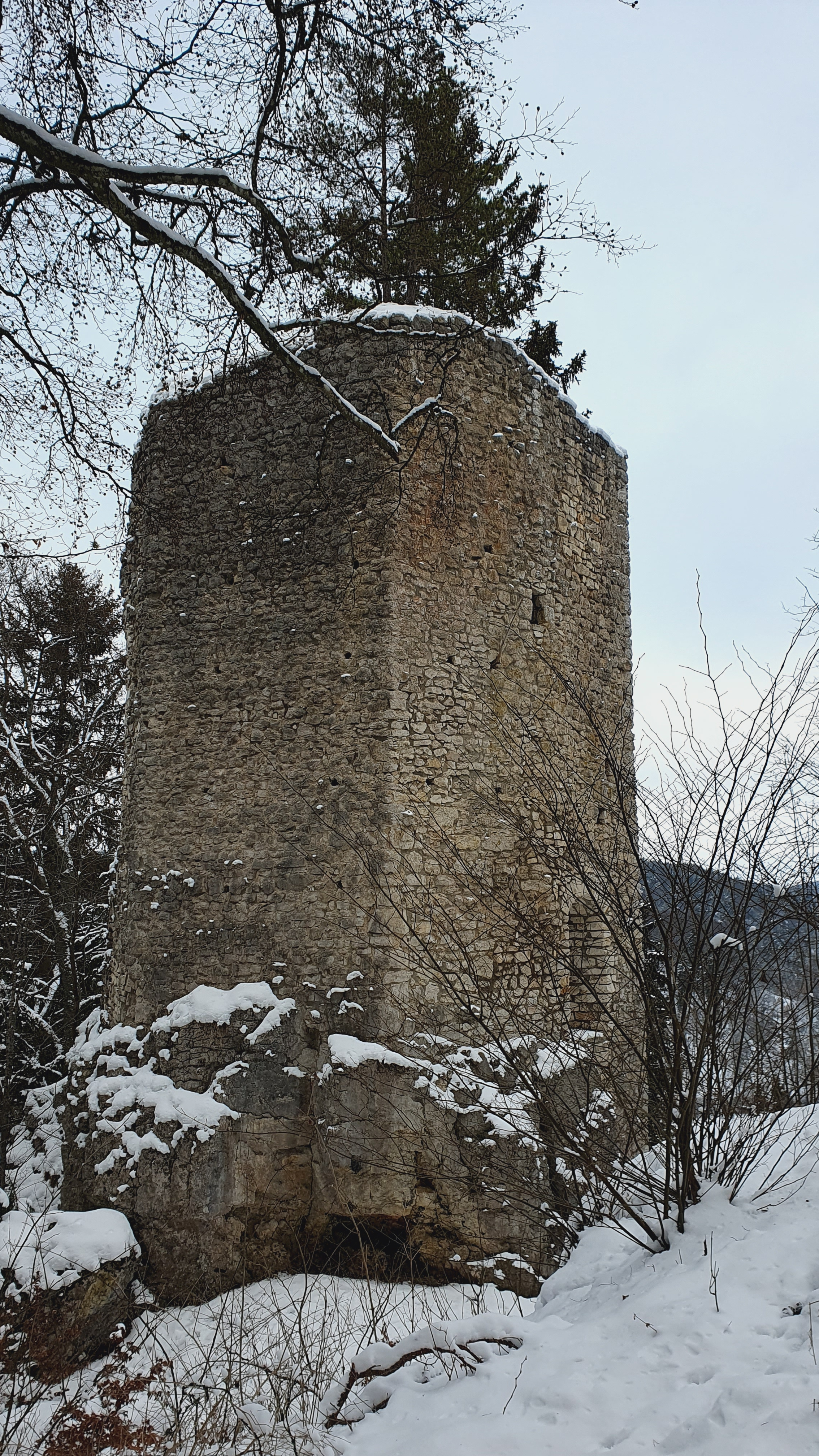
Die Ruine der Turmburg
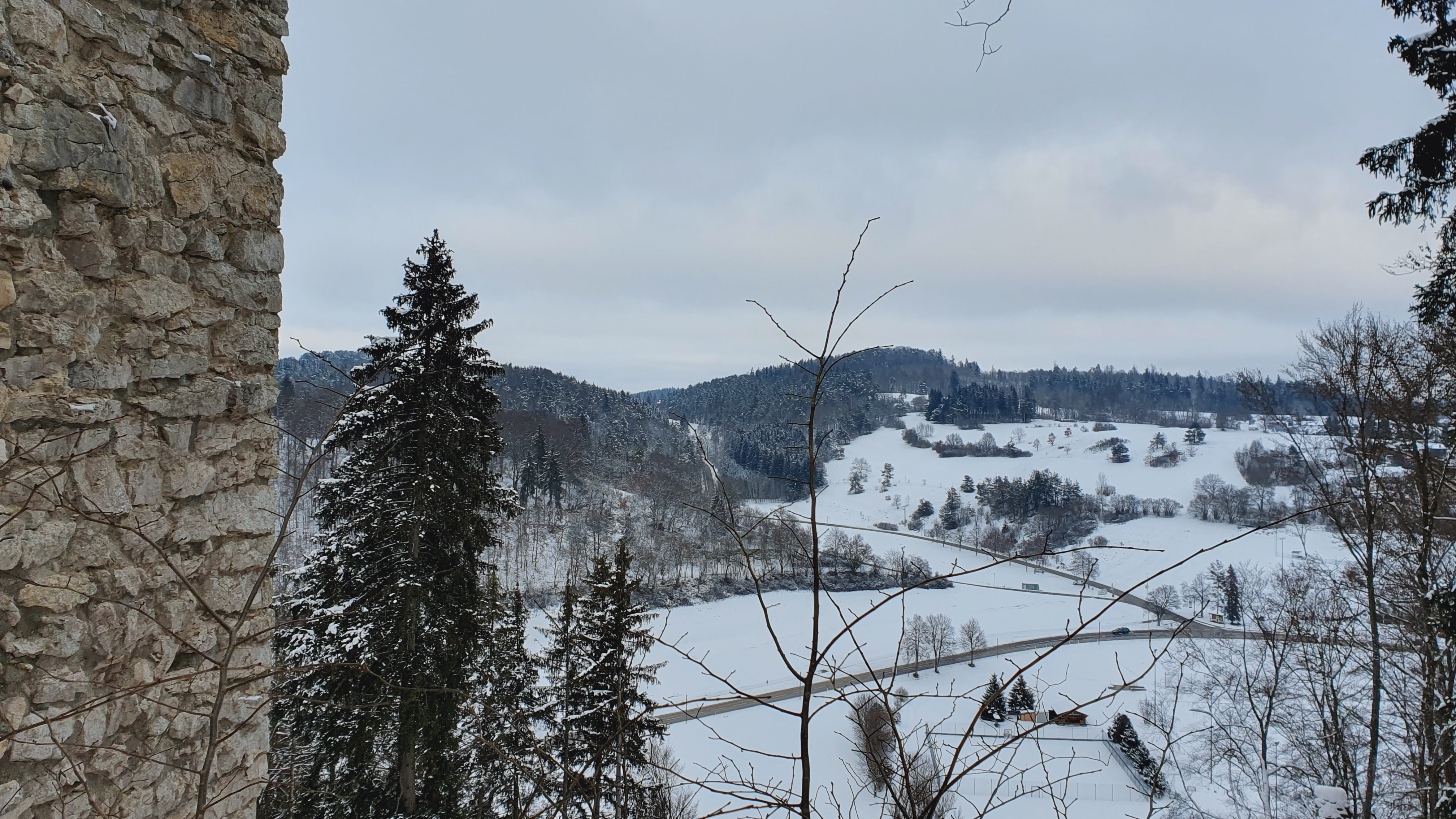
Talblick
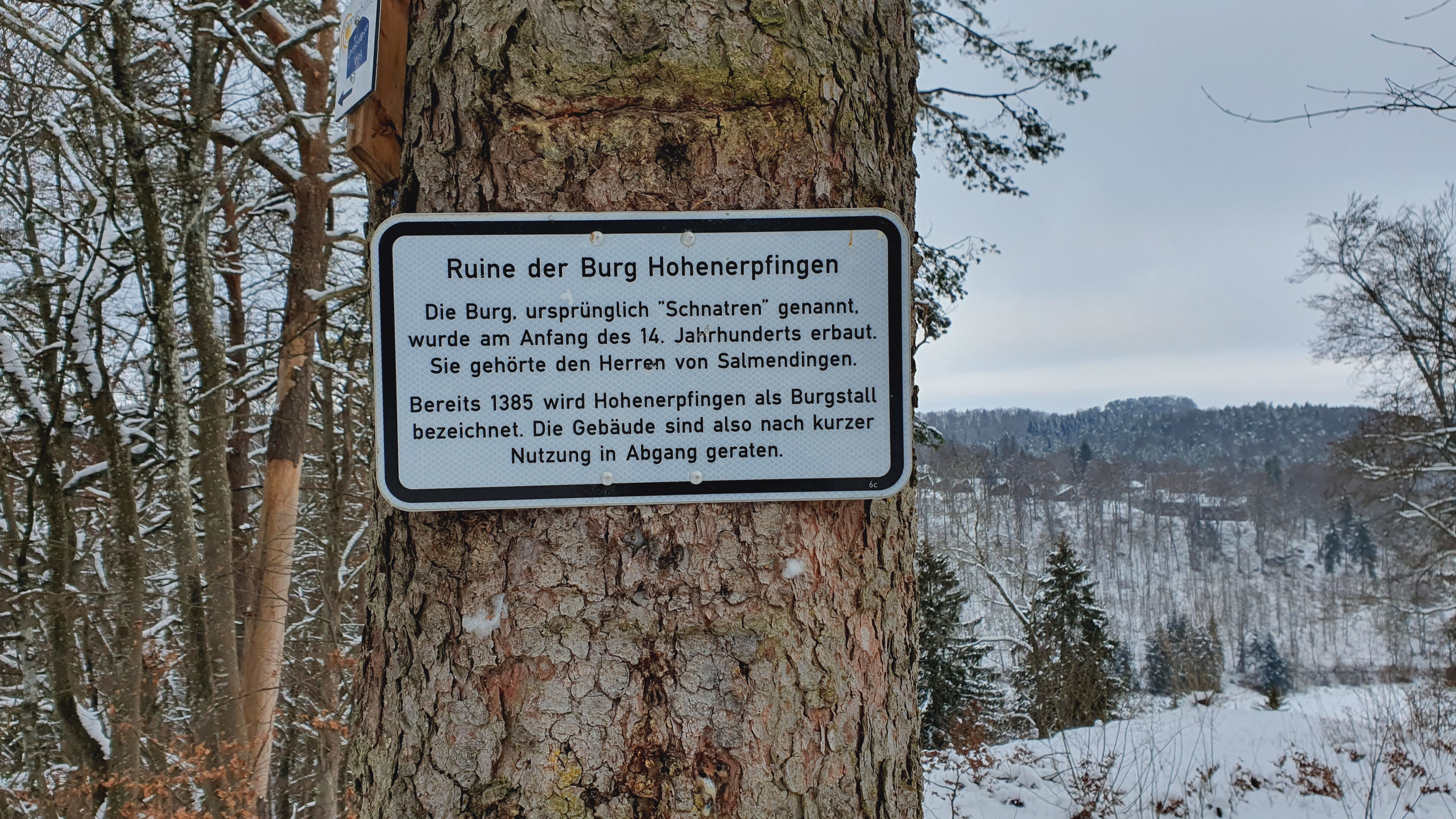
Infotafel an der Burgruine
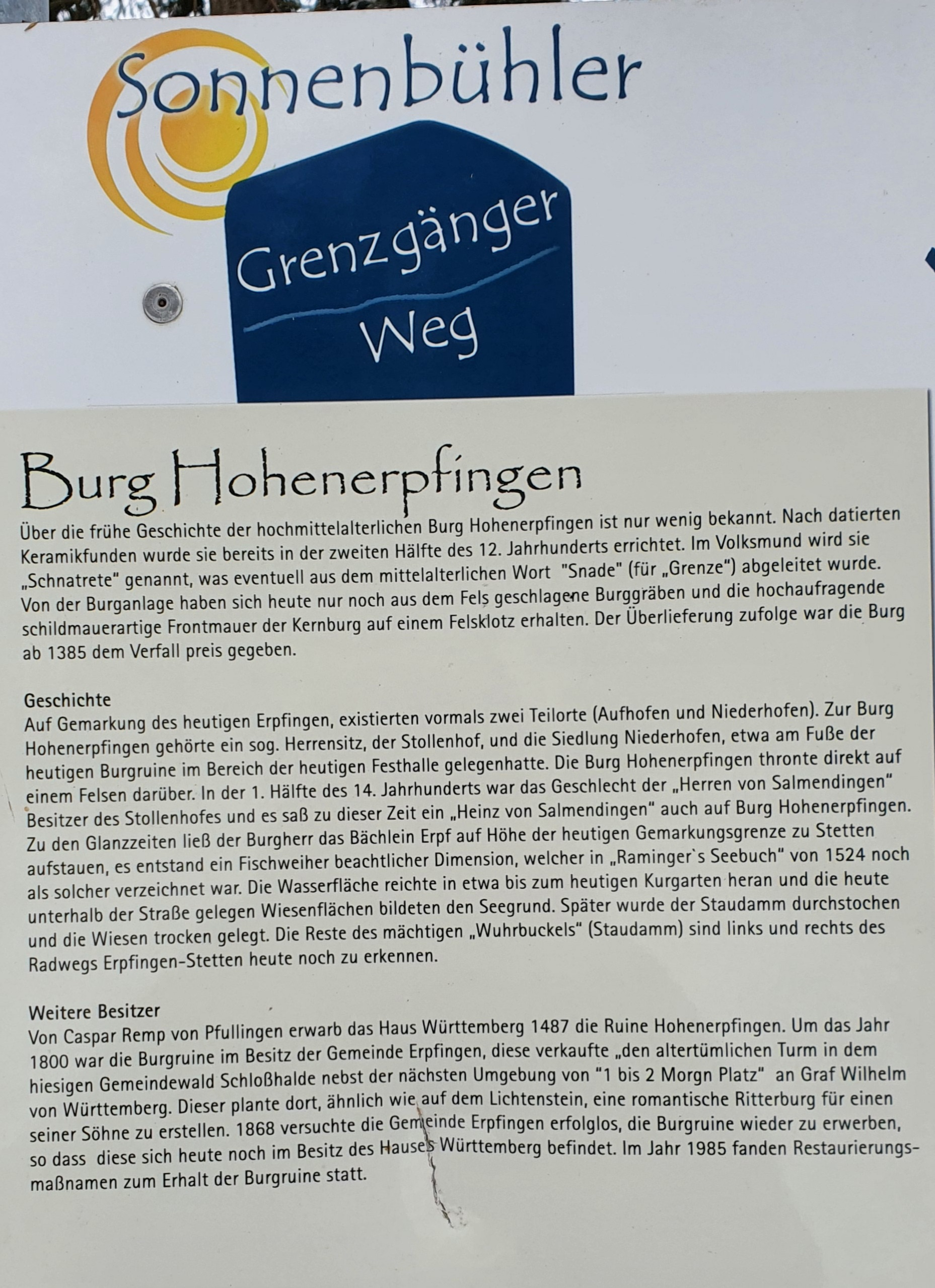
Infotafel an der Burgruine
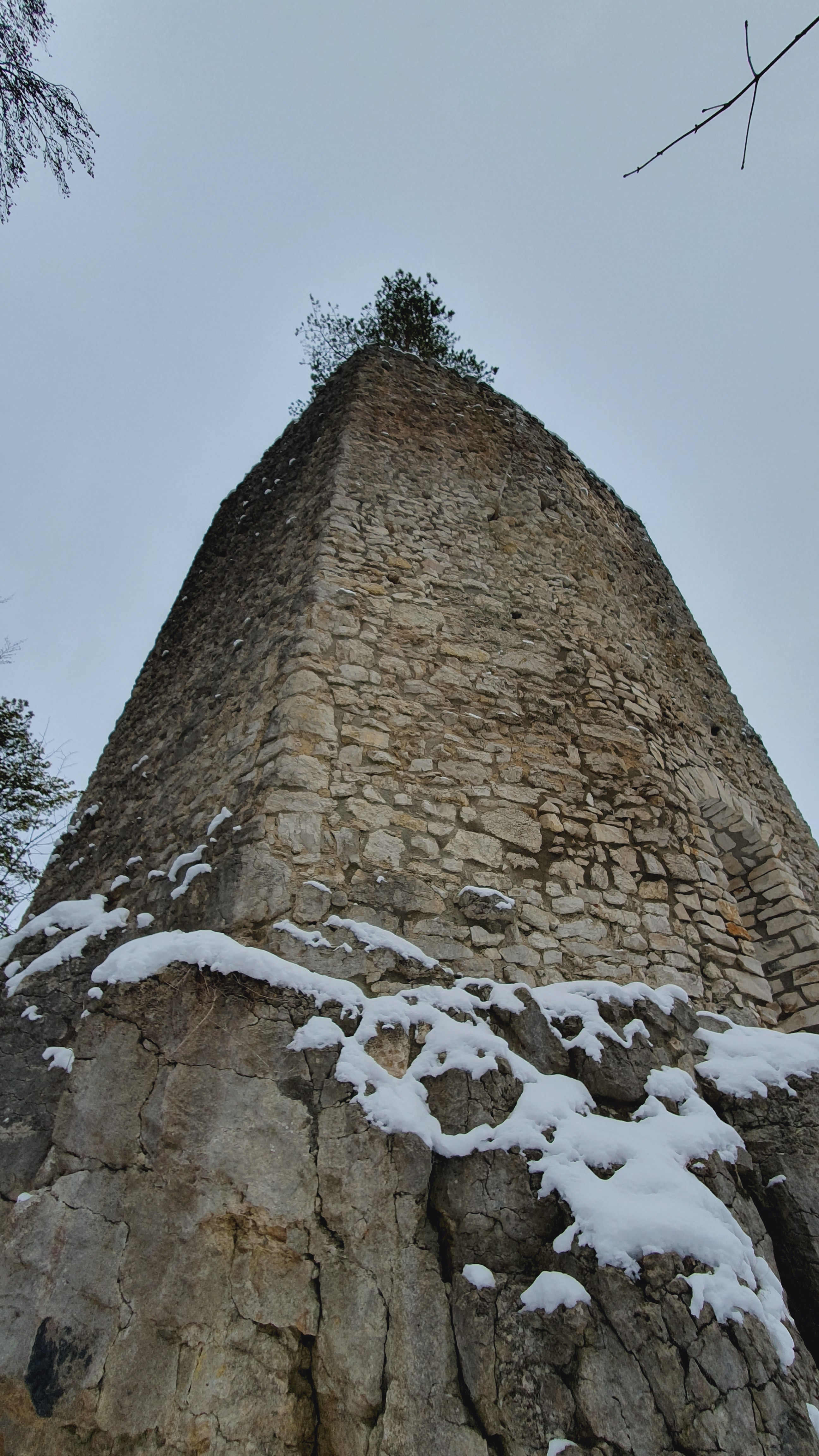
Die Ruine der Turmburg auf dem Felsklotz

Da die verschwägerten Mansperger auf Seiten der mit dem Hause Württemberg konkurrierenden Herzöge von Teck standen, kam es in der weiteren Geschichte immer wieder zu Konflikten mit den aufstrebenden Grafen von Württemberg. Württembergs Eberhard II. richtete zu damaliger Zeit seine Politik stark gegen die einer weiteren Vergrößerung Württembergs im Weg stehenden Reichsstädte aus. In der Region kam es zu zahlreichen verlustreichen Schlachten und kostspieligen Kämpfen, welche vermutlich auch vom Erpfinger Burgherrn Tribut forderten. Denn im Jahr 1358 verkaufte Heinz von Salmendingen „alle die Güter und die Rechte, die ich gehabt habe zu Erpfingen in dem Dorf, es sei an Holz, an Feld, an Wasen oder an Zwing, besucht und unbesucht oder wie es benannt ist, ohne die Burg, die man nennt Schnatren, und das Holz, das darunter gelegen ist“ an Friz Remp von Pfullingen (Ministeriale auf der Remppenburg bei Pfullingen). Einzig die Burg selbst behielt der Erpfinger Burgherr noch in seinem Besitz.
Die Herzöge von Teck waren gar gezwungen, 1386 das Stammland um die Burg Teck an das Haus Württemberg zu verkaufen. Der sich abzeichnende Niedergang des Hauses hatte auch schwerwiegende Folgen für die gefolgstreuen Mansberger und den wiederum ihnen verbundenen Geschlechtern: im Jahr 1385 wird die Burg Hohenerpfingen als Burgstall, also als eine im Abgang befindliche Burg bezeichnet und an die Pfullinger verkauft. Burg Salmendingen wurde im 14. Jahrhundert gar nach Zerstörung (!) aufgegeben und war ab 1386 dem Verfall überlassen.
Im Städtekrieg (1387–1389) gegen die Württemberger setzten die Mansberger alles auf eine Karte, traten 1388 offiziell als Widersacher der Württemberger auf und stellten sich in Dienst der Reichsstädte. Burkart von Mansberg war Hauptmann der Esslinger Streitkräfte und überfiel das württembergische Grötzingen. Es gab viele Tote und die Esslinger machten unter der Führung des Mansbergers 56 Gefangene. Es ist zu vermuten, dass auch die Erpfinger Burgherren Schutz und Zuflucht in den Reichsstädten suchten.
Die Württemberger gewannen den Krieg. Das ehemalige Salmendinger Territorium (Ringingen, Salmendingen, Melchingen und Erpfingen) wurde dem Fürstenhaus Fürstenberg zugeschlagen und unter Verwaltung des Hauses Werdenberg (Ministeriale Jehle zu Trochtelfingen) gestellt. Die Mansberger und ihre verbundenen Geschlechter mussten, wie damals üblich, nach Kriegsende als Dienstleute bzw. Verwalter der siegreichen Grafen von Württemberg wirken. Der Überlieferung zufolge, sollen die ehemaligen Burgherren von Hohenerpfingen, das Geschlecht des „Heinz von Salmendingen“, als württembergische Dienstleute in umliegende Dörfer, außerhalb des einstigen eigenen Salmendinger Herrschaftsbereichs umgesiedelt sein.
1394 verzichten die Kinder der Eheleute Agate von Salmendingen und „Burkhard von Mansberg“ auf alle ihre Ansprüche an Burg und Dorf Salmendingen.
Von Caspar Remp von Pfullingen erwarb das Haus Württemberg 1487 die Ruine Hohenerpfingen. Auf einer Karte in einem unter Herzog Friedrich von Württemberg angelegten Seebuch wird Hohenerpfingen nochmals „Schnatren, auch ein alt Burgstall“ genannt. Der Fischweiher schien zu dieser Zeit noch vorhanden gewesen. Der Name „Hohenerpfingen“ ist umstritten, Schmitt verwendet beide Namen für die Burg. bei Burgenforscher Bizer wird ausschließlich der Name „Schnatren“ (volksmündlich „Schnatrete“) verwendet. Der Name könnte sich aus dem alten Begriff „Snade“ ableiten, mit dem vormals eine Grenze bezeichnet wurde, schließlich lag die Burg tatsächlich am äußersten Rand eines kleinen Herrschaftsgebietes, an dessen Außengrenzen sich weit einflussreichere Geschlechter etablieren konnten und den Burgherren eine Ausweitung des eigenen Herrschaftsbereich in diese Richtung unmöglich machten. Über die frühe Geschichte der Burg Hohenerpfingen ist nur sehr wenig bekannt, nach datierten Keramikfunden wurde sie schon in der zweiten Hälfte des 12. Jahrhunderts errichtet.
Um das Jahr 1800 war die Burgruine im Besitz der Gemeinde Erpfingen. Diese verkaufte wiederum „den altertümlichen Turm in dem hiesigen Gemeindewald Schloßhalde nebst der nächsten Umgebung von 1 bis 2 Morgn Platz…“ an Graf Wilhelm von Württemberg. Er plante dort eine romantische Ritterburg für einen seiner Söhne. 1868 versuchte die Gemeinde Erpfingen erfolglos, die Burgruine wieder zu erwerben. Im Jahr 1985 fanden dann unter dem Architekten Rudolf Brändle Restaurierungsmaßnahmen an der Burgruine statt.
Einer nicht widerlegten Theorie zufolge, soll die noch heute in Sonnenbühl-Willmandingen verwurzelte Familie „Heinz“, aus dem ehemaligen Geschlecht des „Heinz von Salmendingen“ hervorgegangen sein.